# Omhajer
Om Ager è un centro abitato dell'Eritrea, capoluogo del distretto omonimo, posto ai confini con l'Etiopia.